# 白坂車站
白坂車站（日语：／ Shirasaka eki */?）是一由東日本旅客鐵道（JR東日本）所經營的鐵路車站，位於日本福島縣白河市白坂，是JR東日本東北本線沿線的無人車站，由仙台支社管轄。

## 車站結構
側式月台2面2線的地面車站。

### 月台配置
| 月台 | 路線      | 方向 | 目的地           |
| ---- | --------- | ---- | ---------------- |
| 1    | ■東北本線 | 上行 | 黑磯、宇都宮方向 |
| 2    | ■東北本線 | 下行 | 白河、郡山方向   |

## 相鄰車站
東日本旅客鐵道
■東北本線
豐原－白坂－新白河

## 外部連結
- （日語）白坂車站（JR東日本） （页面存档备份，存于）